# Koabagou
Koabagou è un arrondissement del Benin situato nella città di Kérou (dipartimento di Atakora) con 3 816 abitanti (dato 2006).